# Janusz Głowacki
Janusz Andrzej Głowacki (Poznań, 1938. szeptember 13. – Egyiptom, 2017. augusztus 19.) lengyel író.
1981-től New Yorkban élt.

## Művei
- Wirówka nonsensu (1968)
- Légyvadászat (Nowy taniec la-ba-da i inne opowiadania) (1970); ford. Fejér Irén
- W nocy gorzej widać (1972)
- Paradis (1973)
- Moc truchleje (1981)
- Ścieki, skrzeki, karaluchy. Utwory prawie wszystkie (1996)
- Czwarta siostra (2000)
- Ostatni cieć (2001)
- Z głowy (2004)
- Jak być kochanym (2005)

### Magyarul megjelent művei
- Légyvadászat; ford. Fejér Irén, utószó Pályi András; Európa, Bp., 1973 (Modern könyvtár)
- Antigoné New Yorkban; ford. Kálmán Judit; in: Ilja próféta. Mai lengyel drámák; vál., utószó, jegyz. Pászt Patrícia, szerk. Pálfalvi Lajos; Európa, Bp., 2003
- Good night, Jerzy; ford. Tempfli Péter; Európa, Bp., 2012